# Ordre académique de Sainte Barbe
Pour les articles homonymes, voir ASBO.
L’Ordre Académique de Sainte Barbe (Academicus Sanctae Barbae Ordo, en abrégé ASBO) est une association d’étudiants et d’anciens étudiants de l'Ecole Polytechnique de Louvain. Elle a été fondée en 1987, par Roald Sieberath, Philippe Schiltz et Stéphane Sohier, dans la maison des brasseurs à Bruxelles.

## Attributs

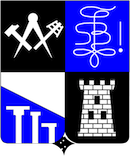
Blason de l'ASBO

Le blason de l’ordre est un écu écartelé au premier quadrant de l’emblème de l’Ordre, au deuxième quadrant du monogramme de l’Ordre, sur le troisième quadrant se trouve le symbole inversé de la Bibliothèque des Sciences et des Technologies et au quatrième quadrant la tour de St Barbe y est représentée.
L’emblème de l’Ordre est un compas entrecroisé avec un marteau et d'un fourquet,
Le monogramme (autrement appelé crescat) de l’ASBO entrelace les lettres U.S.V.C.F.A.S.B.O. acronyme de l'adage "Ut Semper Vivat, Crescat et Floreat Academicus Sanctae Barbae Ordo" (Que vive toujours croissant et florissant, l'Ordre Académique de Sainte Barbe).
Les couleurs majeures de l'ordre sont le bleu (azur) et le noir (sable). Le blanc (argent) est la couleur secondaire.

## Bitu magnifique

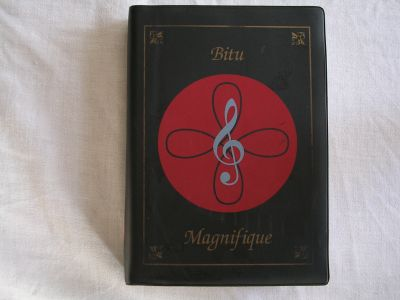
Le Bitu Magnifique, édition de 2001

Le Bitu Magnifique, est un recueil de chants estudiantins. Il est édité par l'ASBO depuis 2001 et a remplacé le Petit Bitu II dont la dernière édition datait de 1995 et était en rupture de stock. Le Bitu Magnifique contient aussi différentes informations sur le folklore estudiantin belge et la calotte. Il est à l'initiative de Thomas Quinet. En 2021, les textes jugés sexistes ont attiré l'attention de l'Université de Louvain qui a appelé les étudiants « à [faire] subir un nettoyage » à leur codex.

## Fonds Sainte Barbe
Le Fonds Sainte Barbe ou FSB est une ASBL fondée en 2001 par l'ASBO, dans le but de gérer les cotisations des membres ainsi que le patrimoine de l'ordre.

## Relais des ingénieurs
Le relais des ingénieurs est un espace d'habitations partagées situé à Chaumont-Gistoux. C'est une ancienne ferme brabançonne convertie en relais de poste pendant la 2e moitié du 18e siècle, d'où le nom actuel de "relais des ingénieurs". Les membres de l'ASBO ont toujours voulu un lieu pour concrétiser leurs projets et leurs ambitions. La création du Fonds Sainte Barbe est en partie due à ce projet, car c'est une des raisons pour laquelle l'ASBO voulait un organisme permettant une meilleure gestion des cotisations des membres. Le financement du relais est partagé entre le FSB et les membres sous un système de parts dans une société coopérative constituée en 2022.
En plus de la colocation, le Relais Des Ingénieurs accueille aussi différents projets axé sur la durabilité tels qu'un living lab axé sur l'énergie, une houblonnière et un rucher. Des activités sont aussi fréquemment organisées au relais comme des concerts, des joggings et courses de VTT.

## Autre
En 2009, l'ASBO édite un livret intitulé Le Jour et la nuit destiné à démonter les idées reçues sur le folklore étudiant et l'animation étudiante à Louvain-la-Neuve,.
Depuis 1988, l'ASBO réalise un court métrage qui est projeté lors de la revue des ingénieurs de l'UCLouvain.

### ASBOeuvres
Un des buts fondateurs de l'ordre est "Promouvoir un but social et philanthropique, impliquant le service désintéressé des membres.". C'est pour cette raison que l'ASBO organise deux fois par an les ASBOeuvres. Les ASBOeuvres sont une journée organisée au Cercle Industriel au cours de laquelle tous les bénéfices générés par les ventes du bar et de petite restauration sont reversés à une association. L'association change à chaque fois. Les membres ont aussi une feuille de parrainage pour récolter le plus de dons possible.
| Année | Association                   |
| ----- | ----------------------------- |
| 2024  | Les amis du home Reine Astrid |
| 2023  | Infirmier de Rue              |
| 2023  | Cap Espérance                 |
| 2022  | le Chat Botté                 |
| 2021  | Shekina (annulé)              |
| 2019  | L'Ermitage                    |
| 2019  | Pazapa                        |
| 2018  | Za Branou                     |
| 2018  | La Ligue Cardiologique Belge  |

## Membres notables
Après la fin de ses études en 1992, Roald Sieberath est devenu entrepreneur dans les nouvelles technologies. Il a fait partie de 2010 à 2019 des dirigeants de Odoo.